# Tuscan

Tuscan — опытный американский полугусеничный мотоцикл 1950-х годов. Созданная в первую очередь для нужд лесников, данная машина отличалась необычной и передовой для своего времени конструкцией, однако никогда не производилась серийно, оставшись построенной, по-видимому, в единственном экземпляре.

## История создания
Мотоцикл Tuscan был разработан в 1950-х годах фирмой Gyro Transport Systems по заказу Лесной службы США в качестве транспортного средства для лесников, которое могло бы эффективно передвигаться по плотно заросшей лесистой местности. Мотоцикл имел полугусеничный движитель, предполагалось его оснащение гироскопической системой стабилизации. По крайней мере один опытный экземпляр машины был построен, показав на испытаниях хорошую мобильность и проходимость (в том числе на снегу — при этом на переднем колесе закреплялись съёмные лыжи), однако в итоге её серийное производство так и не было начато.

## Описание конструкции
Компоновка Tuscan была типичной для мотоциклов.

### Двигатель и трансмиссия
Машина оснащалась двигателем мощностью 20 л. с., запускавшемся при помощи кикстартера. Трансмиссия — механическая, с четырёхскоростной коробкой переключения передач.

### Ходовая часть
Ходовая часть машины была полугусеничной и состояла из переднего мотоциклетного управляемого колеса и из заднего гусеничного движителя. Последний состоял из сблокированных в единую тележку ведущего и направляющего (либо двух ведущих) колёс одинакового диаметра с пневматическими шинами, охватывавшихся резиновой гусеничной лентой, приводившейся в движение посредством фрикционного зацепления. Для предотвращения соскальзывания (высокая вероятность которого является одним из основных недостатков движителей с фрикционным зацеплением гусеницы) лента имела крупные реборды.
Для увеличения проходимости при передвижении по снежной поверхности были предусмотрены специальные съёмные лыжи, крепившиеся на переднем колесе.
Предполагалось оснащение мотоцикла специальной гироскопической системой стабилизации вертикального положения, значительно увеличившей бы его устойчивость по сравнению со стандартными мотоциклами (что особенно важно при передвижении по лесу), в том числе на высоких скоростях.

### Электрооборудование
Электрооборудование мотоцикла включало в себя переднюю фару, интересной особенностью которой была возможность отсоединения для использования в качестве ручного фонаря.